# Ashlyn Krueger
Ashlyn Krueger (født 7. maj 2004 i Springfield, Missouri, USA) er en professionel kvindelig tennisspiller fra USA.